# 3-Pyrrolidone
La 3-pyrrolidone est un composé chimique constitué d'un cycle à 5 contenant un atome d'azote (azolidine) substitué en position 3 par un groupe oxo. Il appartient à la classe des amines et cétones cycliques. C'est un isomère du γ-butyrolactame.

## Synthèse
La 3-pyrrolidone peut être formée, par exemple, à partir de la réaction de condensation d'une amine tertiaire sur elle-même avec des quantités catalytiques d'éthanolate de sodium (NaOEt) et un traitement par de l'acide sulfurique est ultérieurement appliqué. À partir de cette réaction, une 3-pyrrolidone substituée est obtenue. Elle peut être via une autre réaction chimique avec du chlorure d'hydrogène (HCl) hydrolysée puis décarboxylée.